# 薩凡納大區
薩凡納大區（英語：Savannah Region）是加納的大區，位於該國中北部，首府達蒙哥，北鄰西北大區，南毗博諾大區和東博諾大區，西臨東北大區和北部大區，面積35,862平方公里，2021年人口653,266人。

## 歷史
2018年12月27日迦納新大區公民投票中，以同意票206,350票（99.52%）、投票率81.77%通過由北部大區分出新設薩凡納大區案。2019年2月19日簽署正式成立。